# Régiment Royal-Lorraine cavalerie
Pour les articles homonymes, voir régiment de Grignan, régiment de Brancas et régiment Royal-Lorraine.
Le régiment Royal-Lorraine cavalerie est un régiment de cavalerie du royaume de France, puis de la République française et du Premier Empire, créé en 1671.

## Création et différentes dénominations
- 9 août 1671 : création du régiment de Grignan cavalerie
- 13 octobre 1703 : renommé régiment de Flèche cavalerie
- 1717 : renommé régiment de Luynes cavalerie
- 6 juillet 1732 : renommé régiment de Chevreuse cavalerie
- 9 juin 1736 : renommé régiment d’Ancenis cavalerie
- 28 octobre 1739 : renommé régiment de Brancas cavalerie
- 1er février 1749 : renommé régiment des Salles cavalerie
- 1er décembre 1761 : renforcé par incorporation du régiment de Toustain cavalerie et renommé régiment Royal-Lorraine cavalerie[1]
- 1er janvier 1791 : renommé 16e régiment de cavalerie
- 1792 : renommé 15e régiment de cavalerie
- 24 septembre 1803 : transformé en dragons, le 24e régiment de dragons
- 11 juin 1814 : licencié

## Équipement

### Étendards
6 étendards « de ſoye cramoiſi, Soleil d’or au milieu brodé, & frangez d’or ».

Étendards
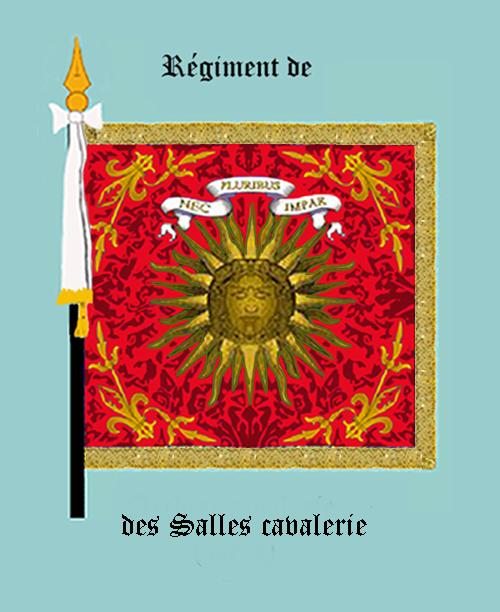
régiment des Salles cavalerie, avers
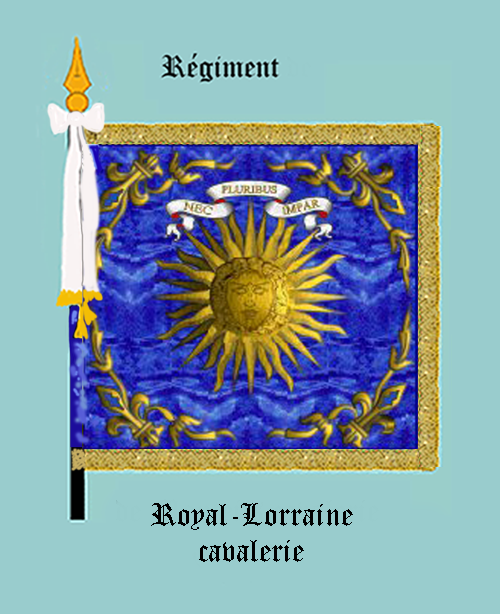
régiment Royal-Lorraine cavalerie, avers
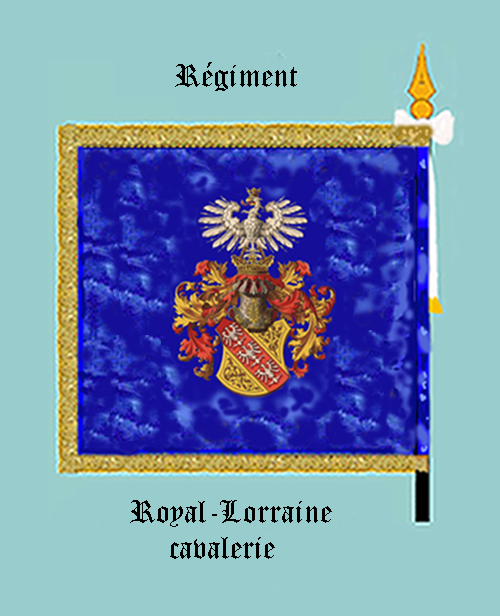
régiment Royal-Lorraine cavalerie, revers

### Habillement

Uniformes
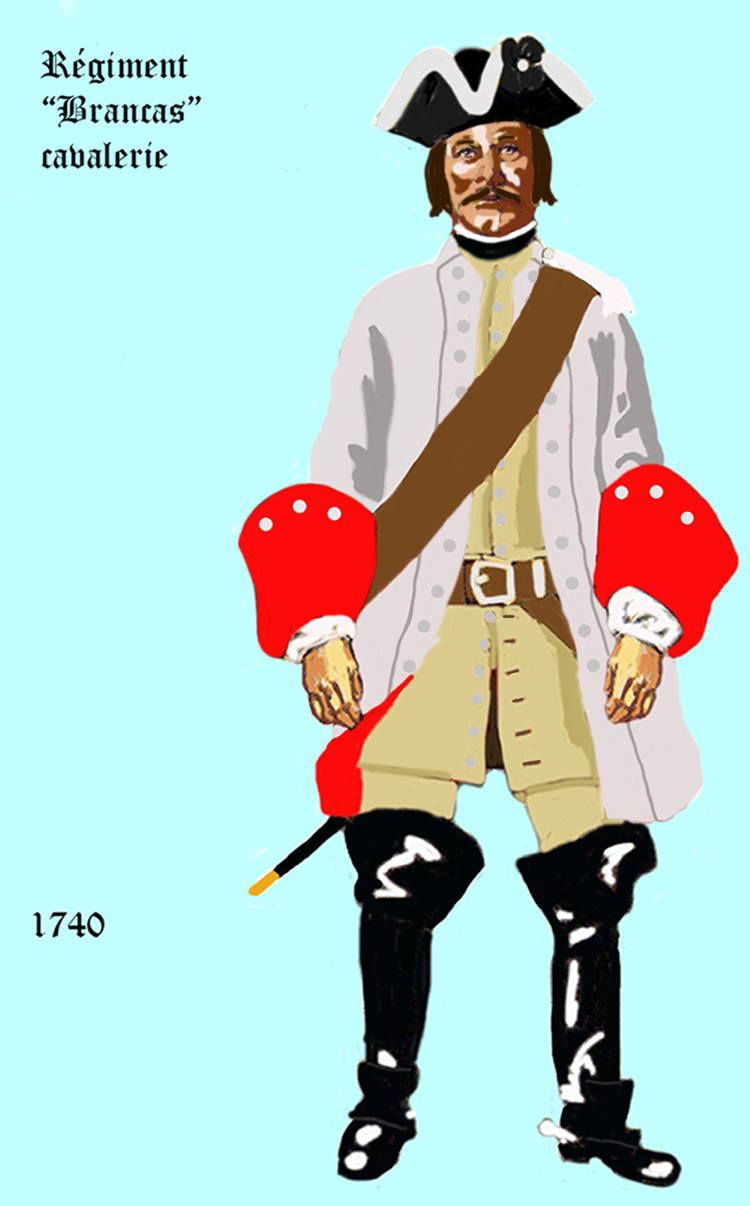
de 1740 à 1757

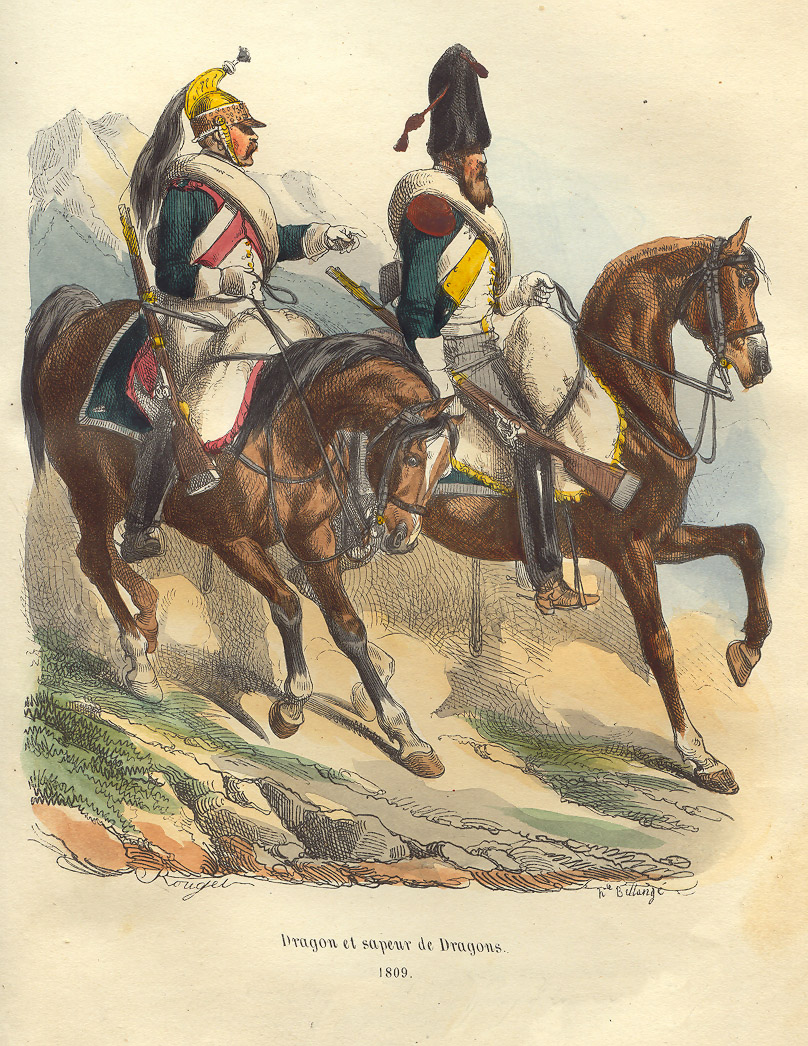
Dragon et sapeur de dragons de la Grande Armée, gravure de Bellangé illustrant l’Histoire de Napoléon de Laurent de l’Ardèche, 1843.

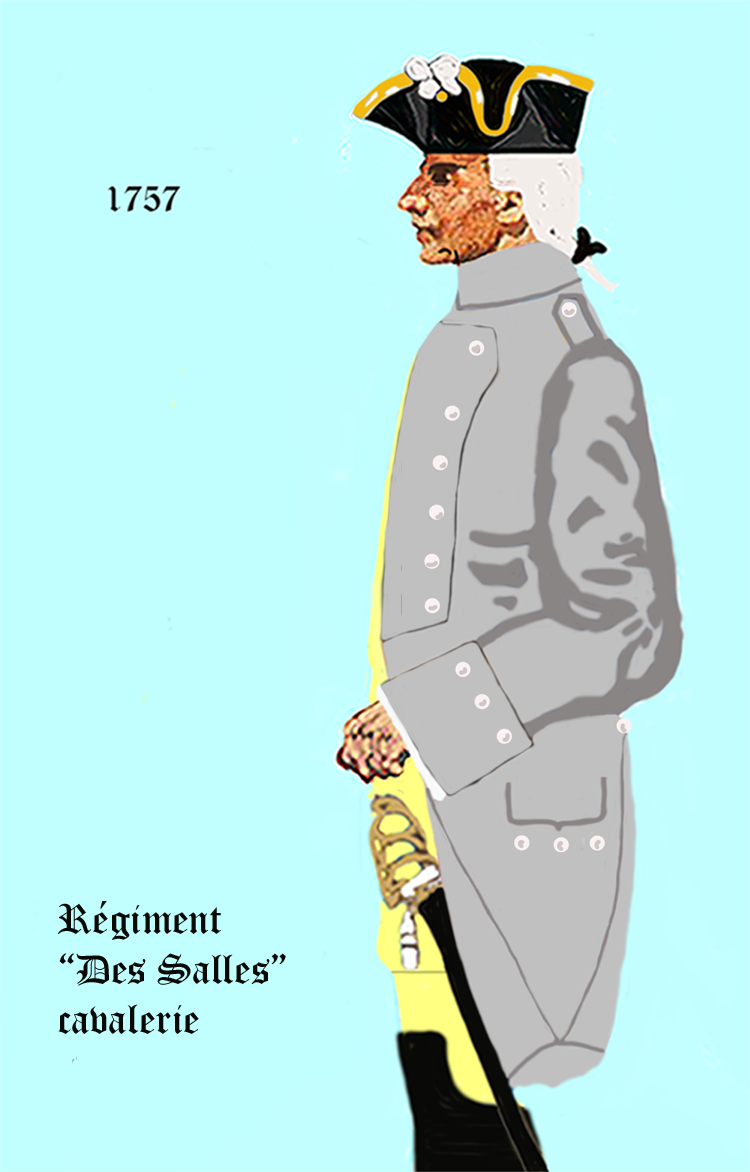
régiment des Salles cavalerie de 1757 à 1762
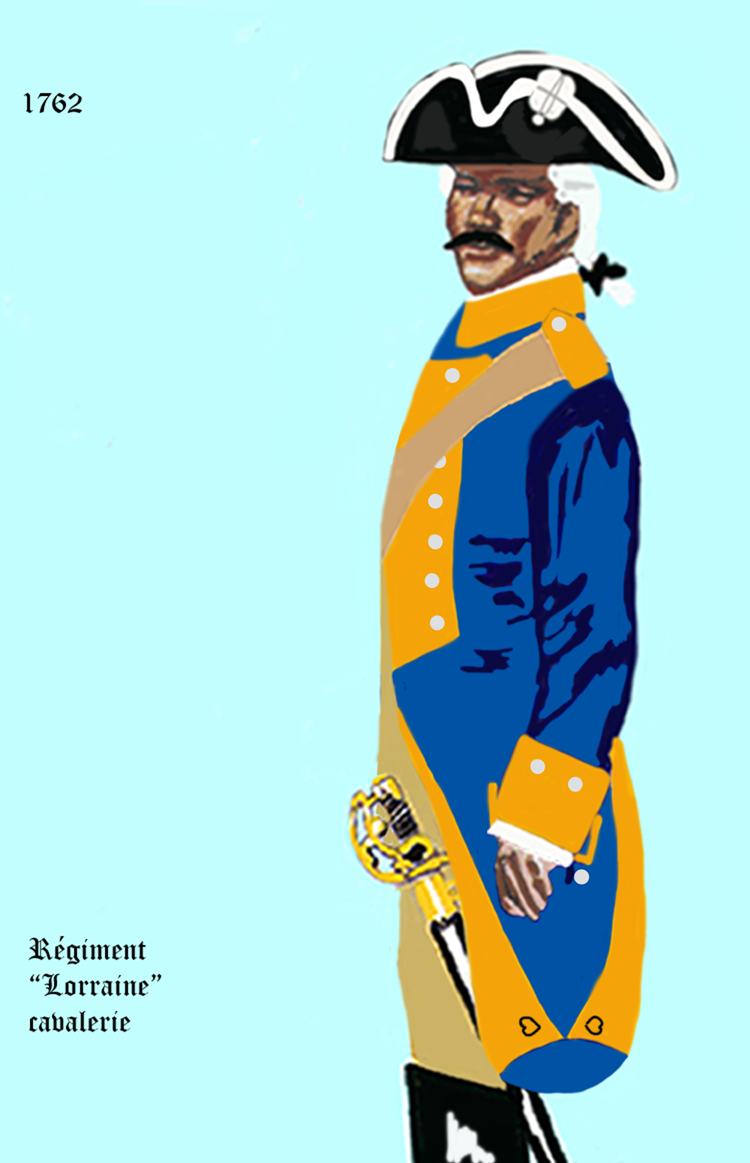
régiment Royal-Lorraine cavalerie de 1762 à 1767
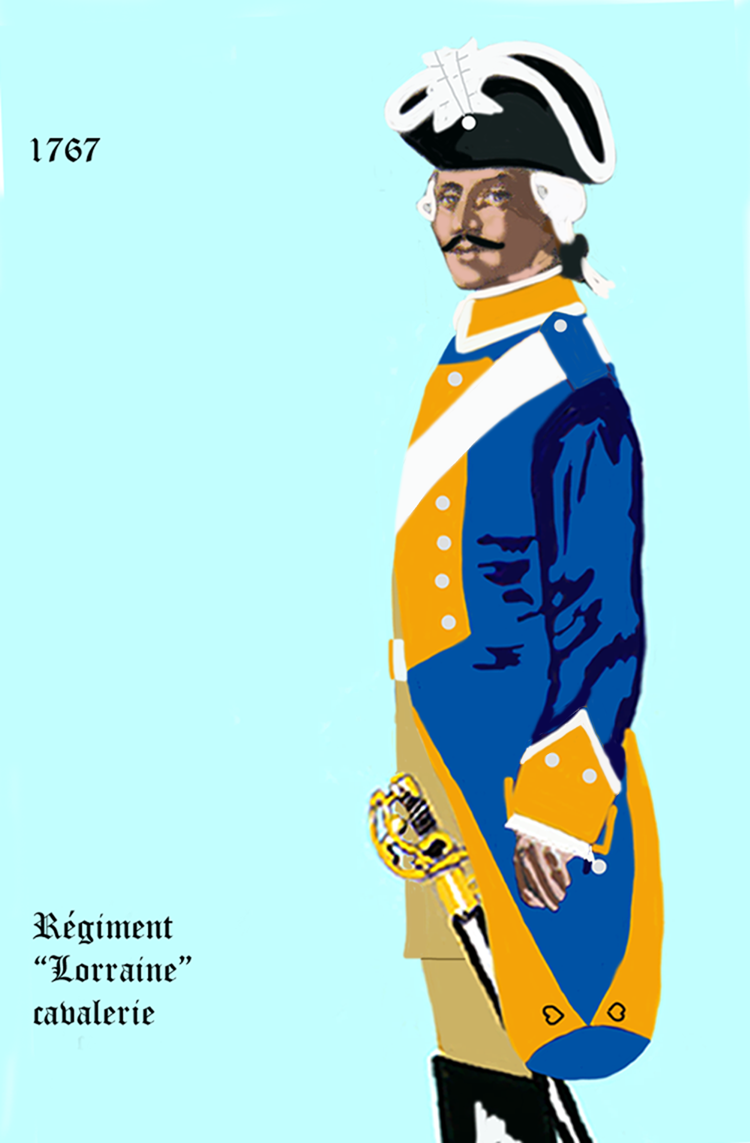
régiment Royal-Lorraine cavalerie de 1767 à 1776

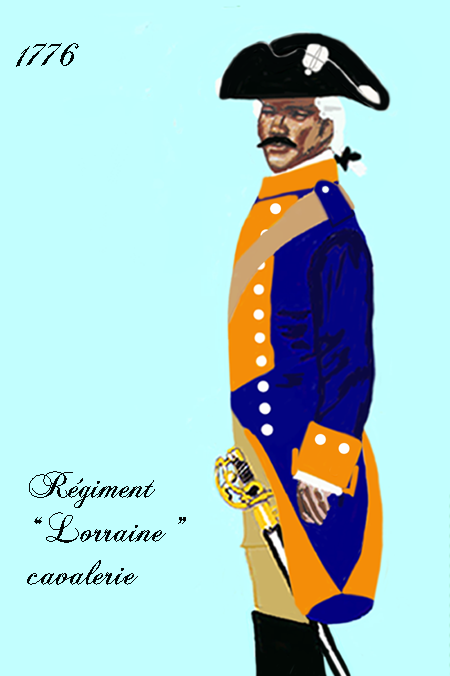
régiment Royal-Lorraine cavalerie de 1776 à 1779
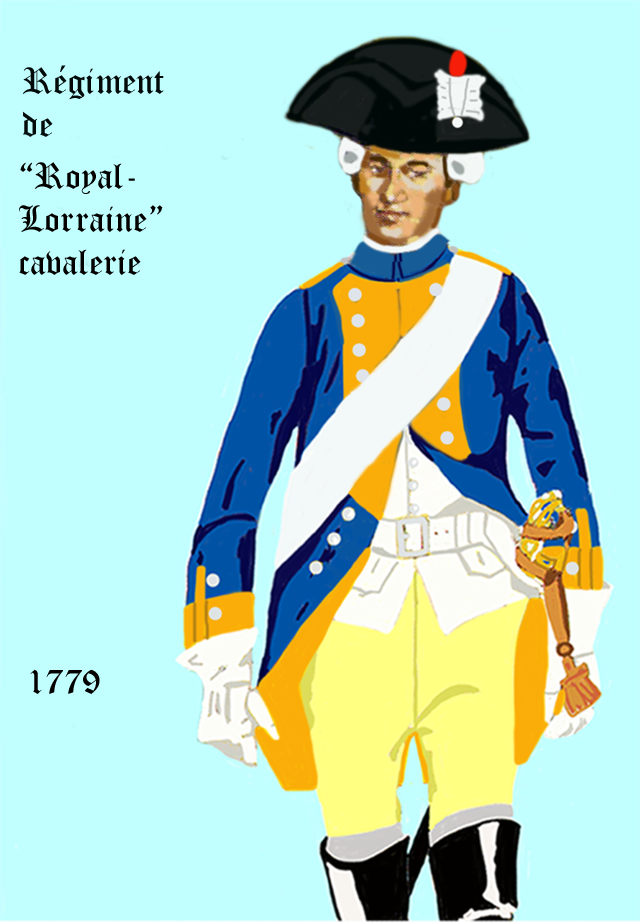
régiment Royal-Lorraine cavalerie de 1779 à 1786
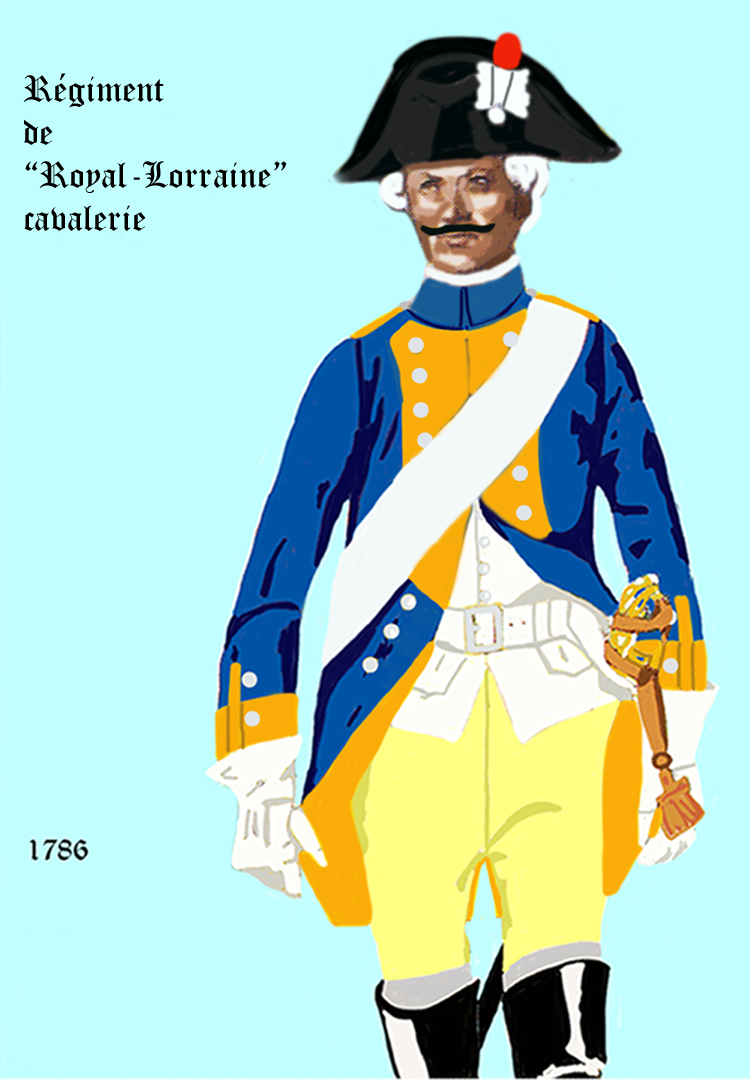
régiment Royal-Lorraine cavalerie de 1786 à 1791
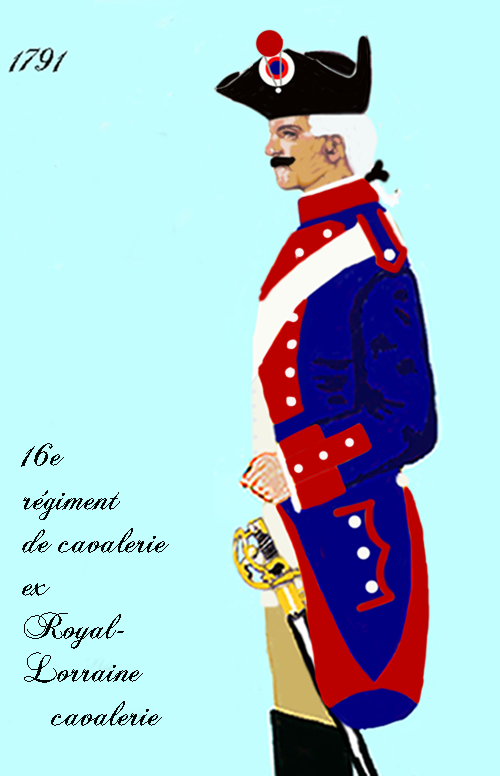
de 1791 à 1803

## Historique

### Mestres de camp et colonels
- 9 août 1671 : Joseph d’Adhémar de Monteils de Castellane, chevalier de Grignan, brigadier le 25 février 1677, maréchal de camp le 24 août 1688, † 15 novembre 1713
- novembre 1689 : Louis Provence d'Adhémar de Monteils de Castellane, marquis de Grignan
- 13 octobre 1703 : N., marquis de Flèche
- 1717 : Charles Philippe d'Albert, duc de Luynes
- 6 juillet 1732 : Marie Charles Louis d'Albert, duc de Chevreuse, fils du précédent, brigadier le 9 juin 1736, maréchal de camp le 20 février 1743, lieutenant général le 1er janvier 1748
- 9 juin 1736 : N. de Béthune-Charost, duc d’Ancenis
- 28 octobre 1739 : Louis Paul, marquis de Brancas, brigadier le 1er mai 1745, déclaré maréchal de camp en décembre 1748 par brevet expédié le 10 mai, lieutenant général le 17 décembre 1759
- 1er février 1749 : Louis Antoine Gustave, comte des Salles, brigadier le 20 février 1761, déclaré maréchal de camp en décembre 1762 par brevet expédié le 10 juillet
- 1er décembre 1762 : Rémi Charles de Viray, marquis de Toustain
- 3 janvier 1770 : Antoine Henri, comte d’Andlau
- 14 mars 1783 : Pierre Georges Félicien Boffin, comte de Pusignieu
- 16 novembre 1788 : Armand, vicomte de Rouault
- 15 septembre 1791 : Boniface Louis André de Castellane
- 21 octobre 1791 : Jean-Baptiste de Thumery
- 27 mai 1792 : Pierre Nicolas Joseph du Bourguet de Laroque-Travanet
- 4 janvier 1793 : Hilaire Le Blanc
- 16 décembre 1793 : Étienne François Barthod
- 26 novembre 1797 : Jean Lhuillier
- 2 février 1800 : Claude Edme Trouble
- 8 mai 1806 : Jacques Antoine Adrien, baron Delort
- 14 octobre 1811 : Jean Baptiste Dubessy
- 27 avril 1814 : N., comte Oudinot

### Campagnes et batailles
- Guerre de Succession d'Autriche

11 mai 1745: bataille de Fontenoy
- 1759 : bataille de Bergen

15e régiment de cavalerie
Le 15e régiment de cavalerie a fait les campagnes de 1792 à 1794 à l’armée des Ardennes.
Campagnes des ans IV et V à l’armée de Rhin-et-Moselle ; an VI à l’armée d’Allemagne ; ans VIII et IX aux armées du Rhin et d’Italie. Faits d’armes : bataille d’Engen, le 3 mai 1800.
24e régiment de dragons
Campagnes des ans XII et XIII à l’armée d’Italie ; an XIV aux armées d’Italie et de Naples ; 1806 à l’armée de Naples ; 1807 à l’armée d’Italie ; 1808 et 1809 aux armées d’Italie et d’Espagne ; 1810 et 1811 à l’armée de Catalogne ; 1812 aux armées d’Arragon et de Catalogne ; 1813 à l’armée d’Arragon et au 3e corps de cavalerie de la Grande Armée ; 1814 à l’armée des Pyrénées (6e corps de cavalerie).

### Quartiers
- Pont-à-Mousson[2]